# Заём
Заём (неправильно займ) — вид обязательственных отношений, договор, согласно которому одна сторона (заимодавец) передаёт или обязуется передать в собственность или управление другой стороне (заёмщику) деньги, ценные бумаги или товары, определённые родовыми признаками (например: числом, весом, мерой), а заёмщик обязуется возвратить равную сумму денег или равное количество вещей или ценных бумаг того же рода и качества. Согласно другим источникам, заём может быть не только беспроцентным (безвозмездным), но и процентным (возмездным).

## Правописание слова
В именительном падеже единственном числе нормативным правописанием является вариант через букву ё — заём. В то же время в косвенных падежах и во множественном числе основа упрощается до займ-: например, род. п. займа, мн. ч. займы. В разговорном языке возникает выравнивание основ: форма именительного падежа единственного числа принимает вид займ, но этот вариант в прескриптивной языковой норме отмечается как неправильный. При этом такой вариант иногда используется в профессиональной литературе.

## Договор займа

### В России
В соответствии со статьёй 807 Гражданского кодекса Российской Федерации договор займа считается заключённым с момента передачи денег или других вещей. С 01.06.2018 действуют новые правила (п. 1 статьи 807 Гражданского кодекса), допускающие для предпринимателей модель консенсуального займа, который действует с момента подписания договора (согласования основных условий договора).
Договор займа между гражданами должен быть заключён в письменной форме, если его сумма превышает 10 000 рублей, а в случае, когда заимодавцем является юридическое лицо, — независимо от суммы.
В подтверждение договора займа и его условий может быть представлена расписка заёмщика или иной документ, удостоверяющие передачу ему заимодавцем определённой денежной суммы или определённого количества вещей.
Виды займов
1. Целевой — если договор займа заключается с условием использования заёмщиком полученных средств на определённые цели.
2. Государственный по договору государственного займа заёмщиком выступает федеральный или муниципальный какой-либо институт или любой другой (частный и др.), обладающий государственными страховыми гарантиями, а заимодавцем — гражданин или юридическое лицо.
3. Нецелевой по договору займа без ограничения использования заёмных средств заёмщиком. Как правило, такие займы дороже, чем целевые.

В договоре займа устанавливаются существенные условия, без которых договор считается незаключённым:
1. Сумма займа или количество переданных вещей.
2. Срок займа — время, на которое предоставляются деньги или вещи. В случаях, когда срок возврата договором не установлен или определён моментом востребования, сумма займа должна быть возвращена заёмщиком в течение тридцати дней со дня предъявления заимодавцем требования об этом, если иное не предусмотрено договором. Сумма беспроцентного займа может быть возвращена заёмщиком досрочно. Сумма займа, предоставленного под проценты, может быть возвращена досрочно с согласия заимодавца.
3. Размер процентов. Если в договоре займа размер процентов не установлен, их размер определяется существующей в месте жительства/нахождения заимодавца ставкой банковского процента (ставкой рефинансирования) на день уплаты суммы долга. Договор займа может быть беспроцентным. Беспроцентным считается договор, заключённый между гражданами на сумму, не превышающую пятидесятикратного установленного законом минимального размера оплаты труда, и не связанный с осуществлением предпринимательской деятельности хотя бы одной из сторон. Беспроцентным также считается договор, по которому заёмщику передаются не деньги, а другие вещи, определённые родовыми признаками.

Важно: Получение беспроцентного займа резидентами РФ может нести налоговые последствия. Согласно Налоговому Кодексу РФ сделки с беспроцентным займом могут признаваться контролируемыми сделками с соответствующими налоговыми последствиями.

#### Другие условия договора займа
1. Последствия нарушения заёмщиком договора займа (ст. 811 ГК РФ)[12]
  1. Если иное не предусмотрено законом или договором займа, в случаях, когда заёмщик не возвращает в срок сумму займа, на эту сумму подлежат уплате проценты в размере, предусмотренном пунктом 1 статьи 395 настоящего Кодекса, со дня, когда она должна была быть возвращена, до дня её возврата заимодавцу независимо от уплаты процентов, предусмотренных пунктом 1 статьи 809 настоящего Кодекса.
  2. Если договором займа предусмотрено возвращение займа по частям (в рассрочку), то при нарушении заёмщиком срока, установленного для возврата очередной части займа, заимодавец вправе потребовать досрочного возврата всей оставшейся суммы займа вместе с причитающимися процентами.
2. Оспаривание договора займа (ст. 812 ГК РФ)
  1. Заёмщик вправе оспаривать договор займа по его безденежности, доказывая, что деньги или другие вещи в действительности не получены им от заимодавца или получены в меньшем количестве, чем указано в договоре.
  2. Если договор займа должен быть совершён в письменной форме, его оспаривание по безденежности путём свидетельских показаний не допускается, за исключением случаев, когда договор был заключён под влиянием обмана, насилия, угрозы, злонамеренного соглашения представителя заёмщика с заимодавцем или стечения тяжёлых обстоятельств.
  3. Если в процессе оспаривания заёмщиком договора займа по его безденежности будет установлено, что деньги или другие вещи в действительности не были получены от заимодавца договор займа считается незаключённым. Когда деньги или вещи в действительности получены заёмщиком от заимодавца в меньшем количестве, чем указано в договоре, договор считается заключённым на это количество денег или вещей.
3. При невыполнении заёмщиком предусмотренных договором займа обязанностей по обеспечению возврата суммы займа, а также при утрате обеспечения или ухудшении его условий по обстоятельствам, за которые заимодавец не отвечает, заимодавец вправе потребовать от заёмщика досрочного возврата суммы займа и уплаты причитающихся процентов, если иное не предусмотрено договором[14].
4. Целевой заём (Статья 814 ГК РФ).
  - Если договор займа заключён с условием использования заёмщиком полученных средств на определённые цели (целевой заём), заёмщик обязан обеспечить возможность осуществления заимодавцем контроля за целевым использованием суммы займа.
  - В случае невыполнения заёмщиком условия договора займа о целевом использовании суммы займа, а также при нарушении обязанностей, предусмотренных пунктом 1 настоящей статьи, заимодавец вправе потребовать от заёмщика досрочного возврата суммы займа и уплаты причитающихся процентов, если иное не предусмотрено договором.

#### Микрозаймы
В июле 2011 года вступил в законную силу ФЗ № 151 от 2 июля 2010 года «О микрофинансовой деятельности и микрофинансовых организациях». С появлением вышеуказанного ФЗ деятельность, связанная с выдачей микрозаймов, стала регулироваться так же, как и деятельность кредитных организаций. Так закон устанавливает ограничения по привлечению средств от населения микрофинансовыми организациями.
1 июля 2019 вступили в силу новые ограничения при выдаче потребительских кредитов, разработанные Центробанком:
- ежедневная процентная ставка ограничивается до 1 % (365 % годовых)
- максимальный размер выплат, которые кредиторы могут потребовать с заёмщика, ограничивается до двукратного от суммы кредита (речь идёт о процентах, штрафах и других платежах, относящихся к кредиту).

При этом запланировано введение и дальнейших ограничений:
- с октября регулятор усложнит выдачу кредитов заёмщикам с высоким показателем долговой нагрузки (отношение ежемесячных выплат по всем кредитам и займам к величине среднемесячного дохода).
- с 2020 года нельзя будет потребовать с клиента больше полуторакратного размера займа.

#### Государственный и муниципальный заём

##### В Российской Федерации

###### Общие положения
Государственным называется заём, по которому заёмщиком выступает Российская Федерация, субъект Российской Федерации, а заимодавцем — гражданин или юридическое лицо.
Договор государственного займа заключается путём приобретения заимодавцем выпущенных государственных облигаций или иных государственных ценных бумаг, удостоверяющих право заимодавца на получение от заёмщика предоставленных ему взаймы денежных средств или, в зависимости от условий займа, иного имущества, установленных процентов либо иных имущественных прав в сроки, предусмотренные условиями выпуска займа в обращение.
Государственные займы являются добровольными.
Изменение условий выпущенного в обращение займа не допускается.
Правила о договоре государственного займа соответственно применяются к займам, выпускаемым муниципальным образованием.

## История

#### Заём в Империи Инков
Административные чиновники кураки во время неурожайных годов из хранилищ, которые наполнялись урожаями, полученными из полей-чакара правителя Инки, с разрешения самого Инки выдавали пищу бедным людям поселения, и при этом вносили в кипу отчёты о том, что таким образом было получено. Поэтому эти отчисления делались в качестве ссуды, то есть, можно утверждать, что у инков существовал институт финансового кредитования. Также всё, что, как указывал Педро Сьеса де Леон в своей «Хронике Перу», выдавали отдельным жителям со складов правителя Инки, вручали под отчёт служащим камайос, которые занимались кипу. В кипу было видно, что каждый индеец сделал, и всё им сделанное вычиталось у него из подати, которую ему надлежало отдать. Но возвращение займа делалось не теми самыми видами продукции, а оплачивалось разными видами работ. Так же дело обстояло и с выдачей провизии со складов составов для целой общины или провинции:

…если вдруг наступал какой-нибудь неурожайный год, они также приказывали открывать склады и предоставят в заём [prestar] провинциям необходимую провизию, а потом, в год изобилия, те отдавали и поставляли в них [то есть на склады] вновь, согласно своему учёту, определённое количество.— Сьеса де Леон, Педро. Хроника Перу. Часть Вторая. Глава XIX.

### Займы Российской империи

#### Внешние займы
С 1880-х годов, когда забылась Крымская война 1854—1856 годов, традиционно ориентировались на Францию, где сложился многочисленный класс рантье, живших только на проценты с вложенного в облигации капитала.
Срок уплаты процентов в России со второй половины XIX века традиционно исчисляется в три или шесть месяцев.

#### Внутренние займы

##### Военные займы Первой мировой войны
- Заём Свободы

### Займы СССР
За исключением «перестройки» Горбачёва (1986—1991), внешние займы на международном финансовом рынке не проводились.

#### Государственные внутренние займы
Первые займы СССР были размещены в 1922 году. В 1930-е годы была развёрнута мощнейшая агитационная кампания огромного количества внутренних займов среди населения, как государственных (оборонных, народнохозяйственных), так и местного значения (на постройку конкретного учреждения). Хоть займы и назывались добровольными, фактически выплаты были обязательными, в среднем житель СССР отдавал 2-3 зарплаты в год на госзаймы. В некоторых сельсоветах составлялись подворные планы взыскания денежных сумм. На домах неисправных плательщиков расклеивали плакаты с надписями: «Здесь заражено!», «Опасно!» На собраниях таких граждан рассаживали на чёрные скамьи, к которым подставляли гробы. Государство в эти годы получало от займов столько же, сколько приносили все остальные налоги и сборы с населения. В 1936 году государством был практически объявлен дефолт на госзаймы — облигации восьмипроцентных займов были насильственно обменены на трёхпроцентные, погашение которых было отсрочено на 20 лет.
Несмотря на возросший в тяжёлые военные и послевоенные годы патриотизм, проведённые в это время займы были менее прибыльными — усилившиеся всеобщая разруха и обнищание дали о себе знать, как и просевший кредит доверия. Почти во всех займах теоретическая доходность по облигациям выплачивалась в виде выигрышей по лотерейным таблицам, публиковавшимся в центральной прессе. Несмотря на фактическую девальвацию рубля во много раз по сравнению со временем займа, индексации не проводилось, и выигрыши выплачивались по номиналу.
Возьмём, к примеру, такой факт, как осуществлённые по инициативе трудящихся мероприятия в отношении государственных займов. Миллионы советских людей добровольно высказались за отсрочку на 20—25 лет выплат по старым государственным займам. Этот факт раскрывает нам такие новые черты характера, такие моральные качества нашего народа, которые немыслимы в условиях эксплуататорского строя.Никита Хрущёв, доклад на XXI съезде КПСС

### Займы России с 1992 года
Внешние и внутренние заимствования российского правительства под руководством Гайдара, Черномырдина, Кириенко в итоге привели к экономическому кризису 1998 года, девальвации рубля и дефолту по внутреннему государственному долгу.
Пик российского государственного долга пришёлся на 1998 год (146,4 % ВВП). На 1 января 2000 года внешний долг достиг 158,7 млрд долларов (а суммарный внешний и внутренний государственный долг составлял 84 % ВВП).
Для сравнения, по данным МВФ за 2009 г, государственный долг Великобритании составлял 68,2 % ВВП, Германии — 72,5 %, Франции — 77,4 %, Канады — 81,6 %, США — 83,2 %, Италии — 115,8 %, Японии — 217,6 %.
| Дата             | Сумма, млрд долл. США |
| ---------------- | --------------------- |
| 1991, 25 декабря | 95,0                  |
| 1997, 31 декабря | 123,5                 |
| 2000, 1 января   | 158,7                 |
| 2001, 1 января   | 143,7                 |
| 2002, 1 января   | 133,5                 |
| 2003, 1 января   | 125,7                 |
| 2004, 1 января   | 121,7                 |
| 2005, 1 января   | 114,1                 |
| 2006, 1 января   | 76,5                  |
| 2007, 1 января   | 52,0                  |
| 2008, 1 января   | 44,9                  |
| 2009, 1 января   | 40,6                  |
| 2010, 1 января   | 37,6                  |

|                                                                 |                                                                 |                                                                  |                                                                  |
| Облигация внутреннего выигрышного займа России 500 рублей, 1992 | Облигация внутреннего выигрышного займа России 500 рублей, 1992 | Облигация внутреннего выигрышного займа России 1000 рублей, 1992 | Облигация внутреннего выигрышного займа России 1000 рублей, 1992 |